# Sympherobius elegans
Sympherobius elegans is een insect uit de familie van de bruine gaasvliegen (Hemerobiidae), die tot de orde netvleugeligen (Neuroptera) behoort. 
Sympherobius elegans is voor het eerst wetenschappelijk beschreven door Stephens in 1836.